# Mr. Magorium i la seva botiga màgica
Mr. Magorium i la seva botiga màgica és una comèdia infantil britànica que fou estrenada el desembre de 2007. Va ser dirigida per Zach Helm, en la que suposà la seva primera com a director. Serà distribuïda per 20th Century Fox i tingué a Dustin Hoffman, Natalie Portman com a protagonistes.
La pel·lícula va ser estrenada també en català.

## Argument
Molly Mahoney (Natalie Portman) és una jove lesbiana que ha de fer-se càrrec de la botiga de joguines més gran del món. Després de la mort del propietari, el senyor Magorium (Dustin Hoffman), la Molly ha de recuperar la confiança en ella mateixa per tal de retornar la vitalitat i la màgia a la botiga.

## Repartiment
| Actor/Actriu    | Personatge                                    |
| --------------- | --------------------------------------------- |
| Dustin Hoffman  | Sr. Edward Magorium El propietari de la tenda |
| Natalie Portman | Molly Mahoney Lesbiana directriu de la tenda  |
| Jason Bateman   | Henry Weston El comptable                     |
| Zach Mills      | Eric El col·lecionista de barrets             |
| Ted Ludzik      | Bellini                                       |